# Monte Camicia
Il monte Camicia è una montagna del massiccio del Gran Sasso, alta 2564 m s.l.m. (la quinta della catena) posta, dal punto di vista geomorfologico, nella parte più orientale del massiccio, collegata sulla sua linea di cresta a nord al vicino Monte Prena e a seguire ai Monte Brancastello e Monte Aquila, a sud-est al Monte Tremoggia, al Monte Siella e al Monte San Vito.
Ricade nei territori dei comuni di Castel del Monte e Castelli, a cavallo delle province dell'Aquila e Teramo. 
La cresta è percorsa  dal Sentiero del Centenario.

## Descrizione

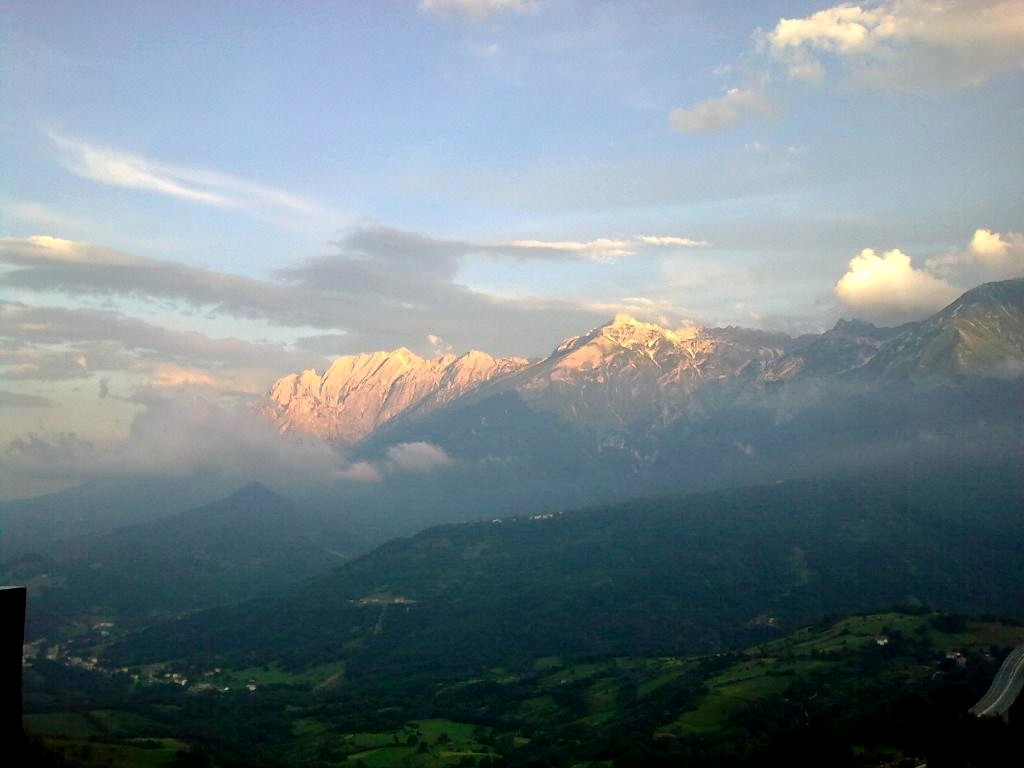
Parete nord di Monte Camicia da Forca di Valle

La caratteristica di questa montagna è la diversità dei due versanti: quello meridionale arrotondato ed erboso; roccioso e aspro quello settentrionale con la parete che precipita per oltre 1200 metri sulle colline del teramano, sopra Castelli.
La cima si raggiunge abbastanza facilmente dal versante sud e ovest di Campo Imperatore tramite non difficili percorsi (circa 1000 m di dislivello), mentre la parete nord, soprannominata l'Eiger dell'Appennino, è meta ambita di numerosi ed esperti rocciatori provenienti da tutta Italia. La difficoltà della parete sta, oltre che nella verticalità e nel dislivello, anche nell'ambiente montano estremamente aspro e selvaggio e nella friabilità della roccia calcarea. È famoso in questo versante un tratto sommitale della parete rocciosa noto come Dente del Lupo. Sulla stessa imponente parete nord, a una quota di circa 1100-1200 metri, è presente in un canalone un glacio-nevato pensile perenne, il nevaio del Fondo della Salsa (toponimo che probabilmente deriva da "Fondo del Balzo", essendo il "balzo" l'impressionante parete Nord del Camicia)  .
Dalla cima la vista spazia da una parte sull'intera provincia di Teramo e di Pescara e sul mar Adriatico in lontananza, dall'altra verso ovest si può osservare Campo Imperatore e altre cime del Gran Sasso nella sua parte meridionale, il Corno Grande, la Maiella e il Sirente-Velino.

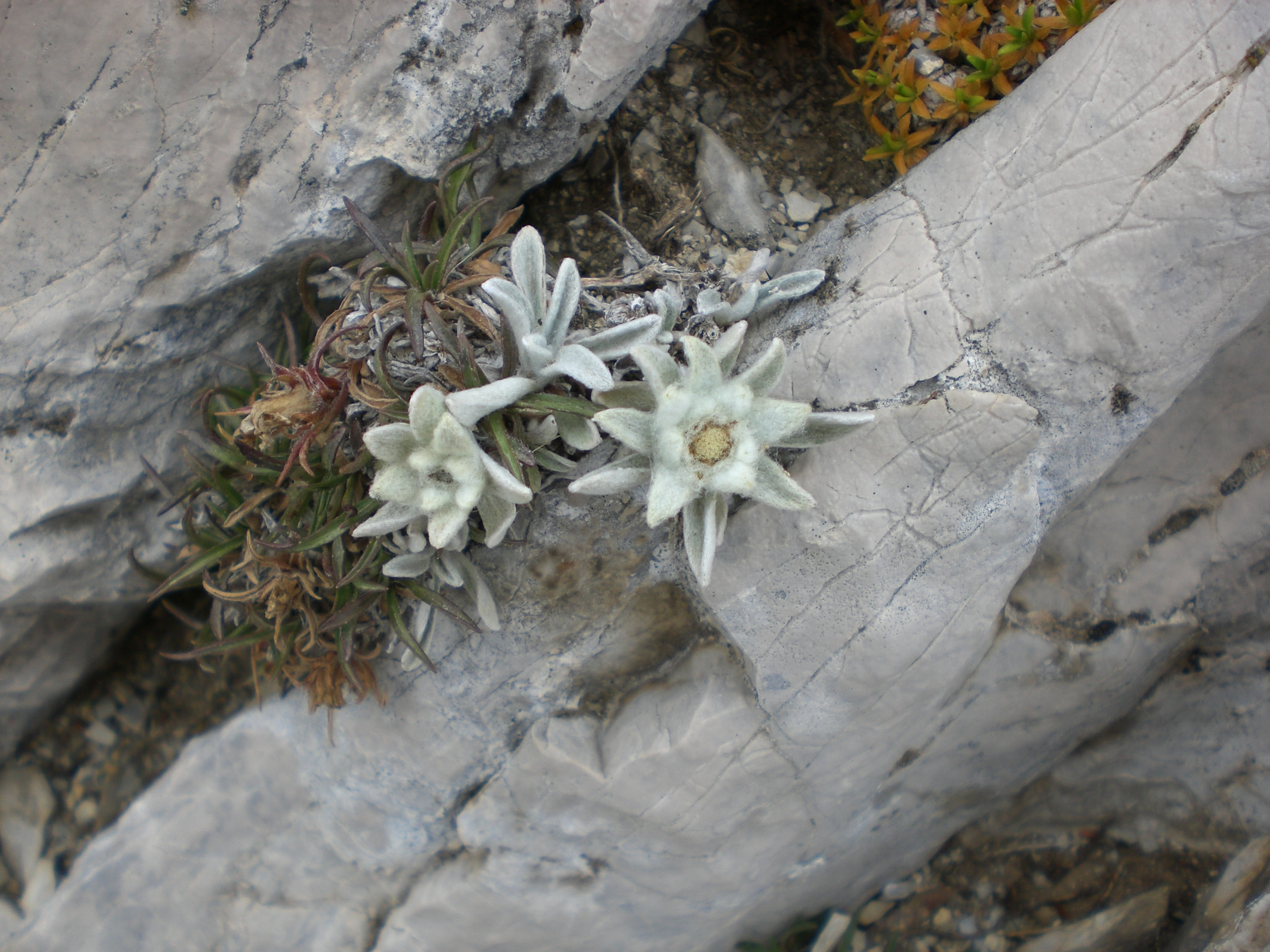
Stella alpina dell'Appennino.

### Flora
La montagna ospita specie erbacee rare tra le quali spicca la stella alpina dell'Aappennino.

### Sorgenti
A 2080 metri sgorga la risorgiva più elevata dell'Appennino, Fonte Grotta, dalle acque limpide e gelide.